# Поддубье (Ям-Тёсовское сельское поселение)
Поддубье — деревня в Ям-Тёсовском сельском поселении Лужского района Ленинградской области.

## История
Впервые упоминается в Писцовой книге Водской пятины 1500 года, как деревня Поддубье в Климентовском Тёсовском погосте Новгородского уезда.
Деревня Поддубья упоминается на карте Новгородского наместничества 1792 года А. М. Вильбрехта.

ПОДДУБЬЕ (ЗАДУБОВЬЕ) — деревня при реке Рыденке. Кубловского сельского общества, прихода села Климентовского.
 
Крестьянских дворов — 22. Строений — 187, в том числе жилых — 19. Две ветряные мельницы, мелочная лавка. 

Число жителей по семейным спискам 1879 г.: 46 м. п., 51 ж. п.; по приходским сведениям 1879 г.: 44 м. п., 50 ж. п.

Сборник Центрального статистического комитета описывал её так:

ПОДДУБЬЕ — деревня бывшая удельная при реке Рыденке, дворов — 19, жителей — 101; лавка. (1885 год)

В конце XIX — начале XX века деревня административно относилась к Тёсовской волости 3-го стана 3-го земского участка Новгородского уезда Новгородской губернии.

ПОДДУБЬЕ (ЗАДУБОВЬЕ) — Кубловского сельского общества, дворов — 25, жилых домов — 24, число жителей: 53 м. п., 56 ж. п. 

Занятия жителей — земледелие, выпас телят. Земская школа, мелочная лавка. (1907 год)

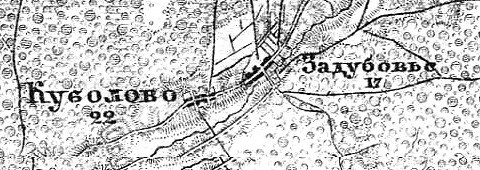
Деревня Поддубье на карте 1915 года

Согласно карте из «Исторического атласа Санкт-Петербургской Губернии» 1915 года деревня называлась Задубовье и насчитывала 17 крестьянских дворов.
С 1917 по 1927 год деревня Поддубье входила в состав Тёсовской волости Новгородского уезда Новгородской губернии.
С 1927 года, в составе Березницкого сельсовета Оредежского района.
В 1928 году население деревни Поддубье составляло 142 человека.
С 1930 года, в составе Мало-Березницкого сельсовета.
По данным 1933 года деревня Поддубье входила в состав Березницкого сельсовета Оредежского района.

План деревни Поддубье. 1937 год

Согласно топографической карте 1937 года, деревня насчитывала 26 крестьянских дворов, в деревне была своя школа.
Деревня была освобождена от немецко-фашистских оккупантов 4 февраля 1944 года.
С 1954 года, в составе Заручьёвского сельсовета.
С 1959 года, в составе Лужского района.
В 1965 году население деревни Поддубье составляло 37 человек.
По данным 1966 года деревня Поддубье также входила в состав Заручьёвского сельсовета Лужского района.
По данным 1973 и 1990 годов деревня Поддубье входила в состав Приозёрного сельсовета.
По данным 1997 года в деревне Поддубье Приозёрной волости проживали 6 человек, в 2002 году — 4 человека (все русские).
В 2007 году в деревне Поддубье Ям-Тёсовского СП проживали 2 человека, в 2010 году — 6, в 2013 году — 5.

## География
Деревня расположена в восточной части района близ автодороги 41А-004 (Павлово — Мга — Луга).
Расстояние до административного центра поселения — 31 км.
Расстояние до ближайшей железнодорожной станции Чолово — 35 км. 
Деревня находится на правом берегу реки Рыденка.

## Демография
| 1879 | 1885 | 1909 | 1928 | 1965 | 1997 | 2007 |
| ---- | ---- | ---- | ---- | ---- | ---- | ---- |
| 97   | ↗101 | ↗109 | ↗142 | ↘37  | ↘6   | ↘2   |
| 2010 | 2013 | 2017 |      |      |      |      |
| ↗64  | ↘5   | ↗7   |      |      |      |      |

## Улицы
Центральная.